# Provincia del Bajo Magdalena
Bajo Magdalena es una provincia del departamento colombiano de Cundinamarca.
La provincia está ubicada al noroccidente del departamento de Cundinamarca. Limita al oriente con las provincias de Rionegro y la Gualivá; al sur con la provincia de Magdalena Centro; al occidente con Caldas y Tolima y al norte con Boyacá.

## Alto, Centro y Bajo Magdalena
Las provincias que están bañadas por el río Magdalena, por las zonas alta, centro y baja en Cundinamarca se llaman de sur a norte: Alto Magdalena, Magdalena Centro y Bajo Magdalena.

## Organización territorial
La provincia está integrada por tres municipios:
- Guaduas (capital de la Provincia)
- Caparrapí
- Puerto Salgar

## Galería fotográfica

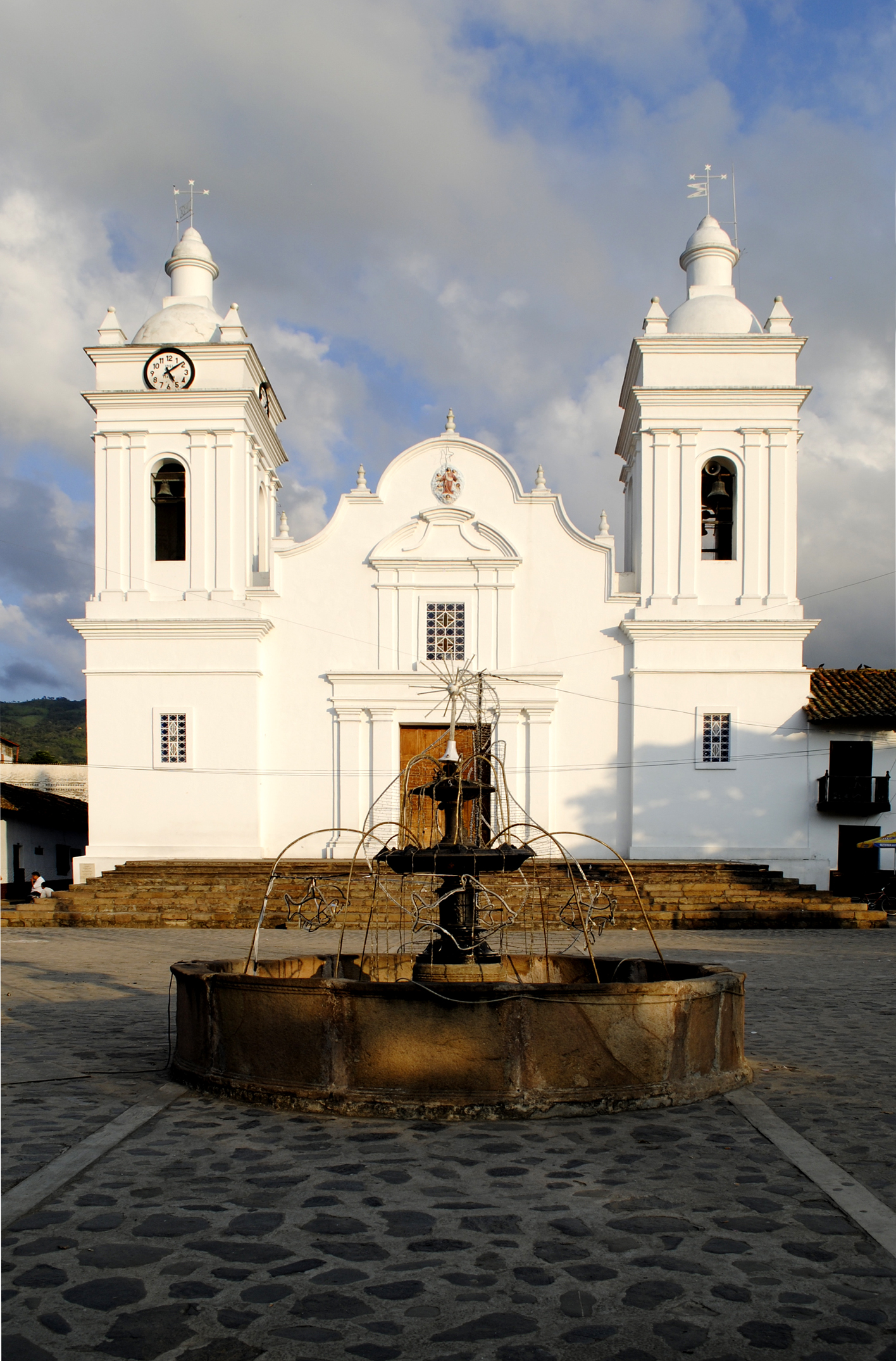
Catedral de San Miguel Arcángel de Guaduas.
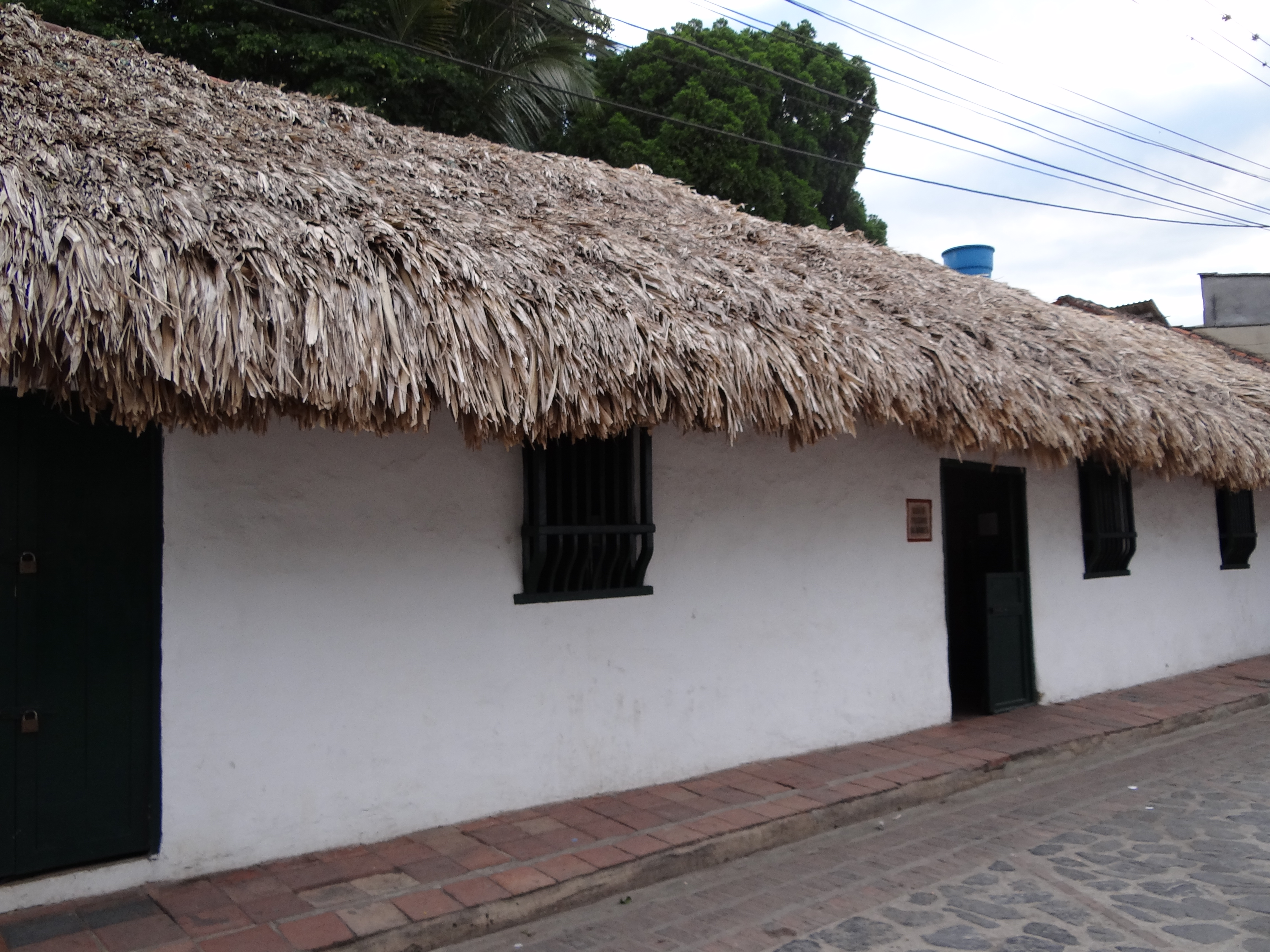
Casa natal de Policarpa Salavarrieta en Guaduas.
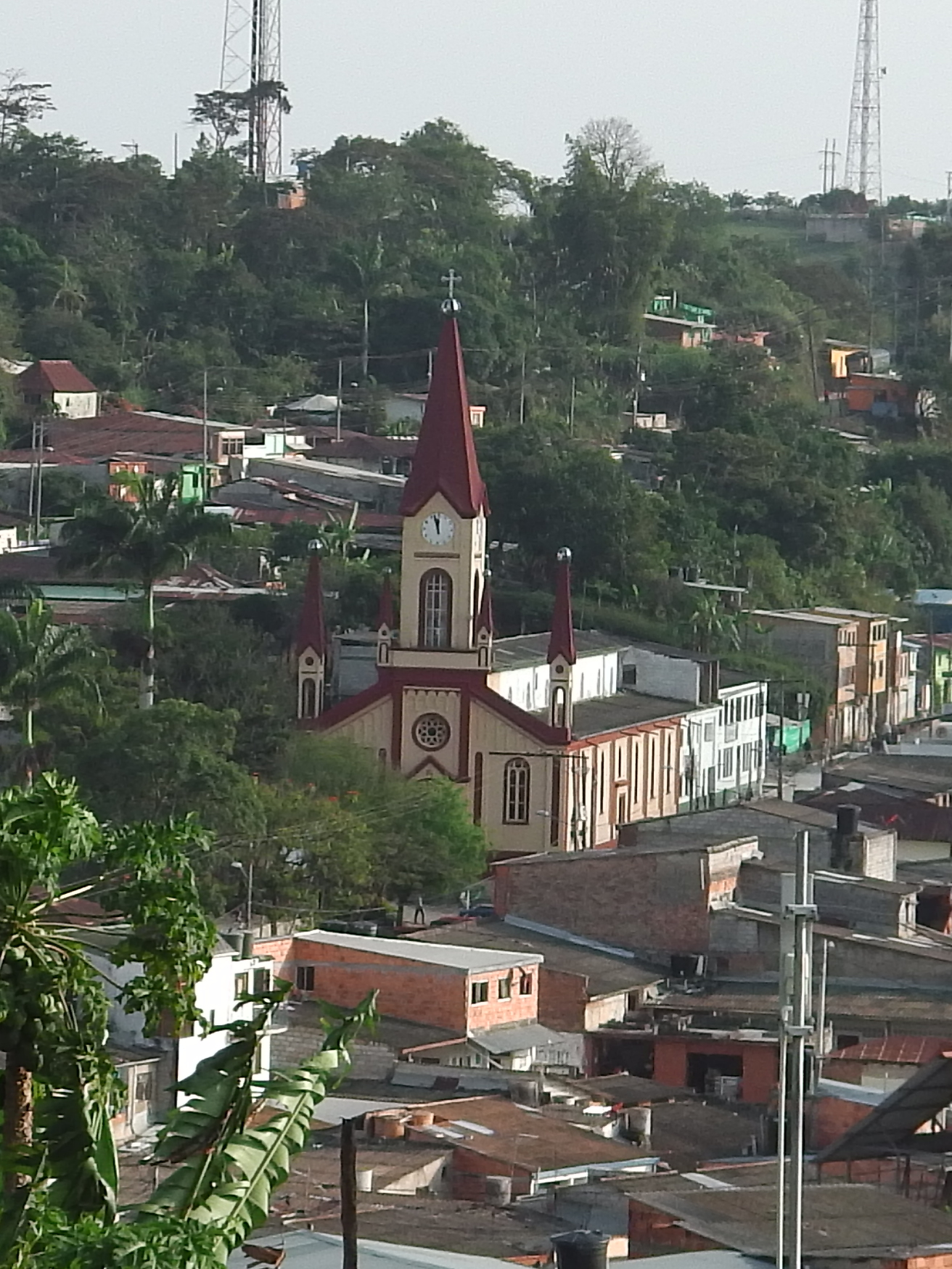
Vista panorámica de Caparrapí.
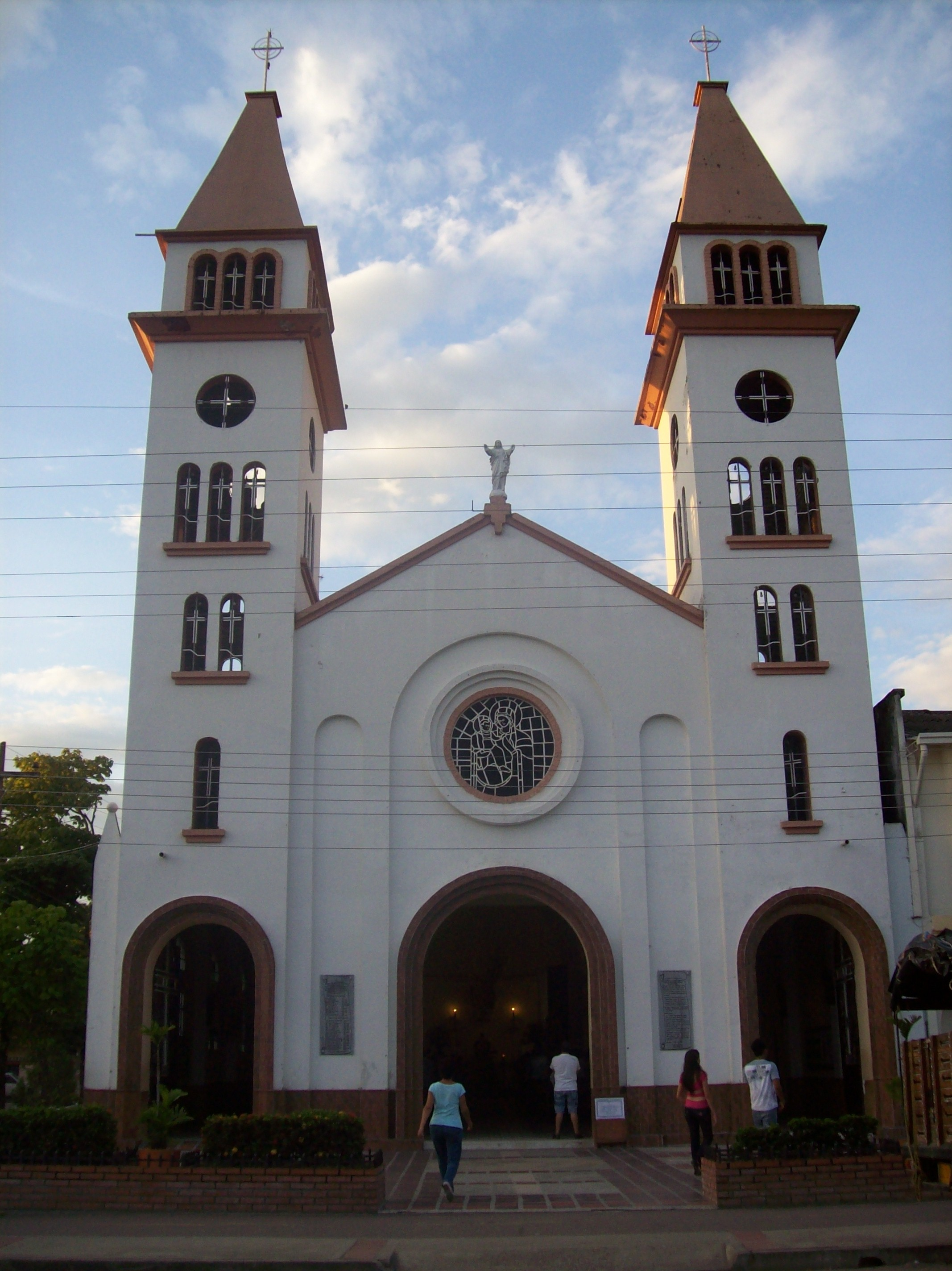
Iglesia de la Santísima Trinidad de Puerto Salgar.